# Велоспорт на летних Олимпийских играх 2012 — командный спринт (женщины)
Соревнования в командном спринте по велоспорту среди женщин на летних Олимпийских играх 2012 прошли 2 августа. Приняло участие 10 команд.

## Призёры
| Золото                                     | Серебро                        | Бронза                                  |
| Германия · Кристина Фогель · Мириам Вельте | Китай · Гун Цзиньцзе · Го Шуан | Австралия · Каарле Маккалох · Анна Мирс |

## Соревнование

### Квалификация
| Место | Команда          | Спортсменки                         | Результат |
| ----- | ---------------- | ----------------------------------- | --------- |
| 1     | Китай            | Гун Цзиньцзе Го Шуан                | 32,447 WR |
| 2     | Великобритания   | Виктория Пендлтон Джессика Варниш   | 32,526 AR |
| 3     | Германия         | Кристина Фогель Мириам Вельте       | 32,630    |
| 4     | Австралия        | Каарле Маккалох Анна Мирс           | 32,825    |
| 5     | Нидерланды       | Ивона Хейгенар Вилли Канис          | 33,253    |
| 6     | Франция          | Санди Клэр Виржиния Куэфф           | 33,638    |
| 7     | Украина          | Любовь Шулика Елена Тёсь            | 33,708    |
| 8     | Венесуэла        | Даниэла Ларреаль Марияэстела Вилера | 34,320    |
| 9     | Республика Корея | Ли Ын Джи Ли Хе Джин                | 34,636    |
| 10    | Колумбия         | Диана Гарсия Хулиана Гавирия        | 34,870    |

### Первый раунд
| Место | Команда        | Спортсменки                         | Результат |
| ----- | -------------- | ----------------------------------- | --------- |
| 1     | Китай          | Гун Цзиньцзе Го Шуан                | 32,422 WR |
| 2     | Германия       | Кристина Фогель Мириам Вельте       | 32,701    |
| 3     | Австралия      | Каарле Маккалох Анна Мирс           | 32,806    |
| 4     | Украина        | Любовь Шулика Елена Тёсь            | 33,620    |
| 5     | Нидерланды     | Ивона Хейгенар Вилли Канис          | 33,090    |
| 6     | Франция        | Санди Клэр Виржиния Куэфф           | 33,707    |
| 7     | Венесуэла      | Даниэла Ларреаль Марияэстела Вилера | 34,415    |
| 8     | Великобритания | Виктория Пендлтон Джессика Варниш   | 32,567    |

### За 3-е место
| Место | Команда   | Спортсменки               | Результат |
| ----- | --------- | ------------------------- | --------- |
| 3     | Австралия | Каарле Маккалох Анна Мирс | 32,727    |
| 4     | Украина   | Любовь Шулика Елена Тёсь  | 33,491    |

### Финал
| Место | Команда  | Спортсменки                   | Результат |
| ----- | -------- | ----------------------------- | --------- |
| 1     | Германия | Кристина Фогель Мириам Вельте | 32,798    |
| 2     | Китай    | Гун Цзиньцзе Го Шуан          | 32,619    |